# 方州
方州（ほうしゅう）は、中国にかつて存在した州。
南北朝時代、北斉が設置した秦州を前身とする。北周により方州と改められた。605年（大業元年）、隋代により廃止され、管轄県は揚州に統合された。

## 下部行政区画
- 六合郡
  - 尉氏県
  - 堂邑県
  - 方山県
- 石梁郡
  - 石梁県